# NGC 6660
NGC 6660 (również NGC 6661, PGC 62072 lub UGC 11282) – galaktyka spiralna (S0-a), znajdująca się w gwiazdozbiorze Herkulesa.
Odkrył ją 6 czerwca 1864 roku Albert Marth. 14 lipca 1885 roku obserwował ją Lewis A. Swift, jednak niedokładnie określił jej pozycję i w rezultacie uznał, że odkrył nowy obiekt. John Dreyer w swoim New General Catalogue skatalogował obserwację Martha jako NGC 6661, a Swifta jako NGC 6660.